# Заплужје
Заплужје (алб. Zaplluzhë) је насељено место у општини Призрен, на Косову и Метохији. Према попису становништва из 2011. у насељу је живело 1.273 становника.

## Становништво
Према попису из 2011. године, Заплужје има следећи етнички састав становништва:
| Националност       | 2011.          |
| Албанци            | 1.270 (99,76%) |
| остали и непознато | 3 (0,24%)      |
| Укупно             | 1.273          |

| Демографија | Демографија | Демографија |
| Година      | Становника  | Становника  |
| ----------- | ----------- | ----------- |
| 1948.       | 667         |             |
| 1953.       | 663         |             |
| 1961.       | 666         |             |
| 1971.       | 967         |             |
| 1981.       | 1.275       |             |
| 1991.       | 1.504       |             |
| 2011.       | 1.273       |             |